# Neuratelia sayi
Neuratelia sayi är en tvåvingeart som först beskrevs av Aldrich 1897.  Neuratelia sayi ingår i släktet Neuratelia och familjen svampmyggor.
Artens utbredningsområde är Indiana. Inga underarter finns listade i Catalogue of Life.